# Veronika Bayer
Veronika Bayer (Stuttgart, 4 de junio de 1940 - Bochum, 31 de enero de 2008) fue una actriz alemana.

## Biografía
Bayer recibió lecciones de interpretación de Else Bongers en Berlín. Sus primeros papeles fueron en el teatro: Actuó en el Volksbühne (1962), en el Düsseldorfer Schauspielhaus (1967-1972), en el Bayerisches Staatsschauspiel de Múnich (1972), en el Burgtheater de Viena (1973) (bajo la dirección de Jean-Pierre Ponnelle en Man nicht mit der Liebe de Alfred de Musset), en el Akademietheater, en los escenarios de la ciudad de Colonia (1973-1975) y nuevamente en el Düsseldorfer Schauspielhaus (1976-1980). En 1981 se convirtió en miembro del Conjunto de Teatro del recién fundado Teatro an der Ruhr en Mülheim an der Ruhr. Desde la temporada 2000/2001, Bayer fue miembro permanente del equipo del Schauspielhaus Bochum. Su último papel fue el de Gabriele Wegrat en The Lonely Way de Arthur Schnitzler.
A lo largo de su carrera, Veronika Bayer interpretó numerosos personajes femeninos importantes en el teatro, como Gretchen en Fausto o Titania en Sueño de una noche de verano, pero también apareció en varios largometrajes. En Melodía y ritmo fue la compañera de Peter Kraus y en Cuando florece el brezo de Joachim Hansen.

## Filmografía
- 1959: Liebe, Luft und lauter Lügen
- 1959: Melodie und Rhythmus
- 1959: Zwölf Mädchen und ein Mann
- 1960: Der liebe Augustin
- 1960: Wenn die Heide blüht
- 1962: Wenn ich Chef wäre
- 1962: Sie schreiben mit
- 1963: Die Legende vom heiligen Trinker
- 1963: Endspurt
- 1970: Triumph des Todes oder Das große Massakerspiel
- 1974: Man spielt nicht mit der Liebe
- 1974: Macbeth
- 1977: Rückfälle
- 1979: Tatort – 30 Liter Super
- 1988: Der kroatische Faust
- 1988: Augenblick Polen
- 1992: Die Lok
- 2002: Zwischen den Sternen
- 2002: Der Narr und seine Frau heute Abend in Pancomedia
- 2005: Die letzte Saison
- 2006: Die Österreichische Methode
- 2008: Marie kann zaubern
- 2008: Marie Brand und die tödliche Gier